# Mistrzostwa Świata Strongman

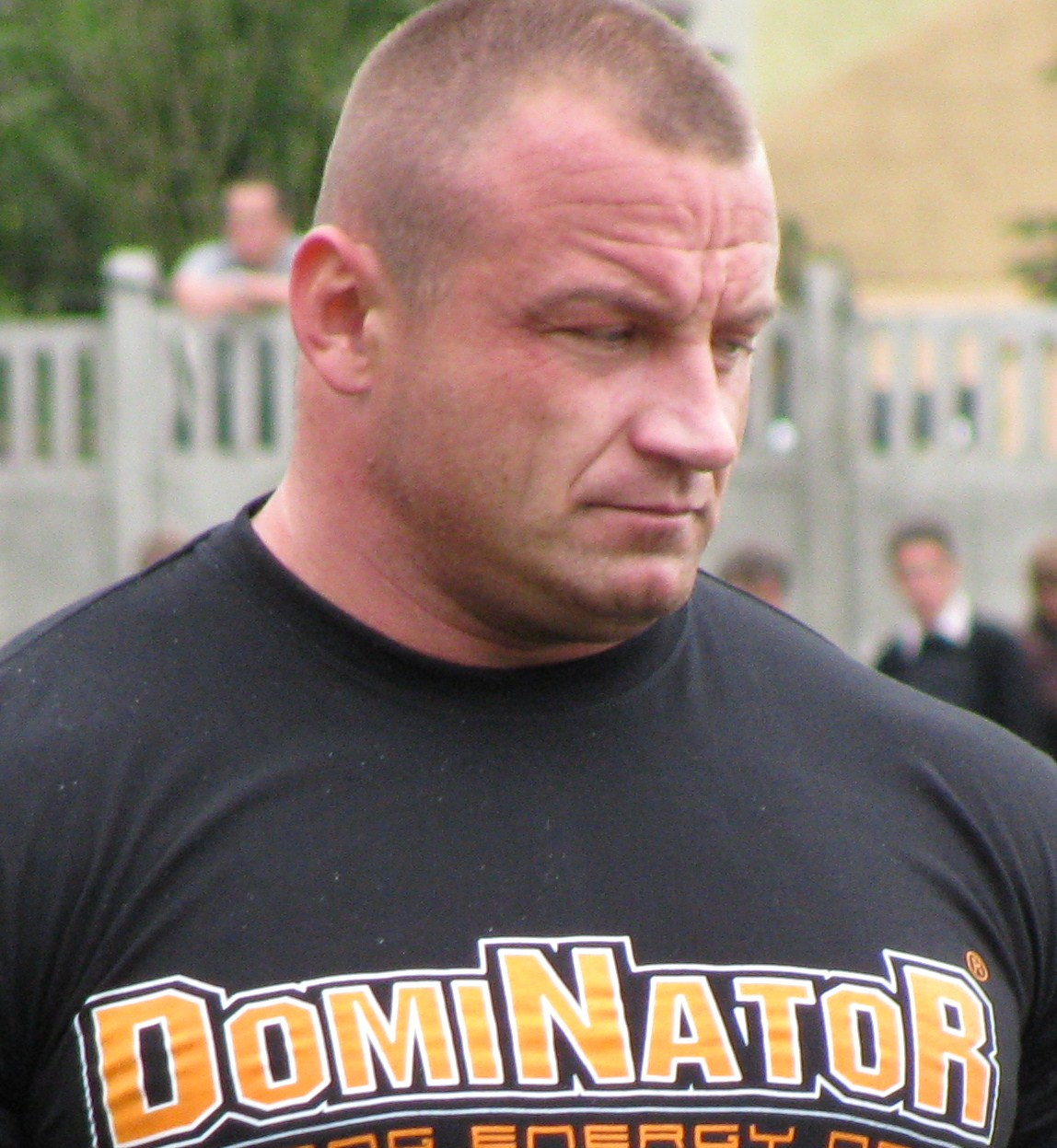
Mariusz Pudzianowski – pięciokrotny mistrz świata strongman

Mistrzostwa Świata Strongman (The World’s Strongest Man) – doroczne, indywidualne mistrzostwa świata siłaczy rozgrywane od 1977 r. Dotychczas odbyło się 46 edycji tych zawodów.

## Reguły zawodów
Początkowo zawodnicy byli zapraszani przez organizatorów. Następnie do zawodów kwalifikowali się najlepsi zawodnicy na podstawie wyników w cyklu zawodów Super Serii. Od 2009 r. siłacze kwalifikują się na podstawie zawodów z cyklu Giganci Na Żywo.
W mistrzostwach bierze udział łącznie od kilkunastu do około trzydziestu zawodników, którzy podzieleni zostają na kilka grup. Mistrzostwa przebiegają w dwóch etapach.

Etap pierwszy: Rundy kwalifikacyjne.

Z każdej grupy, po serii konkurencji, wyłaniani są najlepsi zawodnicy, którzy kwalifikują się do finału.

Etap drugi: Finał.

Wyłaniana jest grupa 6, 8 lub 10 ostatecznych zwycięzców, najsilniejszych ludzi świata.

Najmniejsza liczba zawodników (dwunastu) w mistrzostwach dwuetapowych uczestniczyła w Mistrzostwach Świata Strongman 2004. Największa liczba zawodników (czterdziestu) uczestniczyła w Mistrzostwach Świata Strongman 1998.

## Podium Mistrzostw Świata Strongman
| Rok  | Mistrz Świata           | Wicemistrz              | Trzecie miejsce         | Miejsce zawodów                            |
| ---- | ----------------------- | ----------------------- | ----------------------- | ------------------------------------------ |
| 1977 | Bruce Wilhelm           | Bob Young               | Ken Patera              | Universal Studios (stan Kalifornia)        |
| 1978 | Bruce Wilhelm           | Don Reinhoudt           | Lars Hedlund            | Universal Studios (stan Kalifornia)        |
| 1979 | Don Reinhoudt           | Lars Hedlund            | Bill Kazmaier           | Universal Studios (stan Kalifornia)        |
| 1980 | Bill Kazmaier           | Lars Hedlund            | Geoff Capes             | Playboy Resort (stan New Jersey)           |
| 1981 | Bill Kazmaier           | Geoff Capes             | Dave Waddington         | Six Flags Magic Mountain (stan Kalifornia) |
| 1982 | Bill Kazmaier           | Tom Magee               | John Gamble             | Six Flags Magic Mountain (stan Kalifornia) |
| 1983 | Geoff Capes             | Jón Páll Sigmarsson     | Simon Wulfse            | Christchurch                               |
| 1984 | Jón Páll Sigmarsson     | Ab Wolders              | Geoff Capes             | Mora                                       |
| 1985 | Geoff Capes             | Jón Páll Sigmarsson     | Cees de Vreugd          | Cascais                                    |
| 1986 | Jón Páll Sigmarsson     | Geoff Capes             | Ab Wolders              | Nicea                                      |
| 1987 | nie rozgrywano          | nie rozgrywano          | nie rozgrywano          | nie rozgrywano                             |
| 1988 | Jón Páll Sigmarsson     | Bill Kazmaier           | Jamie Reeves            | Budapeszt                                  |
| 1989 | Jamie Reeves            | Ab Wolders              | Jón Páll Sigmarsson     | San Sebastian                              |
| 1990 | Jón Páll Sigmarsson     | O.D. Wilson             | Ilkka Nummisto          | Joensuu                                    |
| 1991 | Magnús Ver Magnússon    | Henning Thorsen         | Gary Taylor             | Teneryfa, Wyspy Kanaryjskie                |
| 1992 | Ted van der Parre       | Magnús Ver Magnússon    | Jamie Reeves            | Reykjavík                                  |
| 1993 | Gary Taylor             | Magnús Ver Magnússon    | Riku Kiri               | Orange                                     |
| 1994 | Magnús Ver Magnússon    | Manfred Hoeberl         | Riku Kiri               | Sun City                                   |
| 1995 | Magnús Ver Magnússon    | Gerrit Badenhorst       | Marko Varalahti         | Nassau                                     |
| 1996 | Magnús Ver Magnússon    | Riku Kiri               | Gerrit Badenhorst       | Port Louis                                 |
| 1997 | Jouko Ahola             | Flemming Rasmussen      | Magnus Samuelsson       | Primm (stan Nevada)                        |
| 1998 | Magnus Samuelsson       | Jouko Ahola             | Wout Zijlstra           | Tanger                                     |
| 1999 | Jouko Ahola             | Janne Virtanen          | Svend Karlsen           | Marsaskala                                 |
| 2000 | Janne Virtanen          | Svend Karlsen           | Magnus Samuelsson       | Sun City                                   |
| 2001 | Svend Karlsen           | Magnus Samuelsson       | Janne Virtanen          | Wodospady Wiktorii                         |
| 2002 | Mariusz Pudzianowski    | Žydrūnas Savickas       | Raimonds Bergmanis      | Kuala Lumpur                               |
| 2003 | Mariusz Pudzianowski    | Žydrūnas Savickas       | Wasyl Wirastiuk         | Wodospady Wiktorii                         |
| 2004 | Wasyl Wirastiuk         | Žydrūnas Savickas       | Magnus Samuelsson       | Nassau, Paradise Island                    |
| 2005 | Mariusz Pudzianowski    | Jesse Marunde           | Dominic Filiou          | Chengdu (prowincja Syczuan)                |
| 2006 | Phil Pfister            | Mariusz Pudzianowski    | Don Pope                | Sanya (prowincja Hajnan)                   |
| 2007 | Mariusz Pudzianowski    | Sebastian Wenta         | Terry Hollands          | Anaheim (stan Kalifornia)                  |
| 2008 | Mariusz Pudzianowski    | Derek Poundstone        | Dave Ostlund            | Charleston (stan Wirginia Zachodnia)       |
| 2009 | Žydrūnas Savickas       | Mariusz Pudzianowski    | Brian Shaw              | Valletta                                   |
| 2010 | Žydrūnas Savickas       | Brian Shaw              | Michaił Koklajew        | Sun City                                   |
| 2011 | Brian Shaw              | Žydrūnas Savickas       | Terry Hollands          | Wingate (stan Karolina Północna)           |
| 2012 | Žydrūnas Savickas       | Vytautas Lalas          | Hafþór Júlíus Björnsson | Los Angeles (stan Kalifornia)              |
| 2013 | Brian Shaw              | Žydrūnas Savickas       | Hafþór Júlíus Björnsson | Sanya (prowincja Hajnan)                   |
| 2014 | Žydrūnas Savickas       | Hafþór Júlíus Björnsson | Brian Shaw              | Los Angeles (stan Kalifornia)              |
| 2015 | Brian Shaw              | Žydrūnas Savickas       | Hafþór Júlíus Björnsson | Putrajaya                                  |
| 2016 | Brian Shaw              | Hafþór Júlíus Björnsson | Eddie Hall              | Kasane                                     |
| 2017 | Eddie Hall              | Hafþór Júlíus Björnsson | Brian Shaw              | Gaborone                                   |
| 2018 | Hafþór Júlíus Björnsson | Mateusz Kieliszkowski   | Brian Shaw              | Manila                                     |
| 2019 | Martins Licis           | Mateusz Kieliszkowski   | Hafþór Júlíus Björnsson | Bradenton (stan Floryda)                   |
| 2020 | Ołeksij Nowikow         | Tom Stoltman            | Jean-François Caron     | Bradenton (stan Floryda)                   |
| 2021 | Tom Stoltman            | Brian Shaw              | Maxime Boudreault       | Sacramento (stan Kalifornia)               |
| 2022 | Tom Stoltman            | Martins Licis           | Ołeksij Nowikow         | Sacramento (stan Kalifornia)               |
| 2023 | Mitchell Hooper         | Tom Stoltman            | Ołeksij Nowikow         | Myrtle Beach (stan Karolina Południowa)    |
| 2024 | Tom Stoltman            | Mitchell Hooper         | Evan Singleton          | Myrtle Beach (stan Karolina Południowa)    |
| 2025 | Rayno Nel               | Tom Stoltman            | Mitchell Hooper         | Sacramento (stan Kalifornia)\|}            |

## Tytuły mistrzowskie według krajów
| Kraj              | Tytuły |
| ----------------- | ------ |
| Stany Zjednoczone | 12     |
| Islandia          | 9      |
| Wielka Brytania   | 8      |
| Polska            | 5      |
| Litwa             | 4      |
| Finlandia         | 3      |
| Ukraina           | 2      |
| Holandia          | 1      |
| Norwegia          | 1      |
| Szwecja           | 1      |
| Kanada            | 1      |

## Mistrzowie Świata Strongman wielokrotni
| Zawodnik             | Kraj              | Tytuły | Rok                          |
| -------------------- | ----------------- | ------ | ---------------------------- |
| Mariusz Pudzianowski | Polska            | 5      | 2002, 2003, 2005, 2007, 2008 |
| Jón Páll Sigmarsson  | Islandia          | 4      | 1984, 1986, 1988, 1990       |
| Magnús Ver Magnússon | Islandia          | 4      | 1991, 1994, 1995, 1996       |
| Žydrūnas Savickas    | Litwa             | 4      | 2009, 2010, 2012, 2014       |
| Brian Shaw           | Stany Zjednoczone | 4      | 2011, 2013, 2015, 2016       |
| Bill Kazmaier        | Stany Zjednoczone | 3      | 1980, 1981, 1982             |
| Tom Stoltman         | Wielka Brytania   | 3      | 2021, 2022, 2024             |
| Bruce Wilhelm        | Stany Zjednoczone | 2      | 1977, 1978                   |
| Geoff Capes          | Wielka Brytania   | 2      | 1983, 1985                   |
| Jouko Ahola          | Finlandia         | 2      | 1997, 1999                   |

## Polacy w finałach mistrzostw świata
| Rok  | Zawodnik              | Miejsce     |
| ---- | --------------------- | ----------- |
| 1978 | Ivan Putski           | 8.          |
| 2000 | Mariusz Pudzianowski  | 4.          |
| 2001 | Jarosław Dymek        | 7.          |
| 2002 | Mariusz Pudzianowski  | 1.          |
| 2002 | Jarosław Dymek        | 9.          |
| 2003 | Mariusz Pudzianowski  | 1.          |
| 2003 | Jarosław Dymek        | 6.          |
| 2004 | Mariusz Pudzianowski  | 3. dyskwal. |
| 2005 | Mariusz Pudzianowski  | 1.          |
| 2005 | Jarosław Dymek        | 4.          |
| 2006 | Mariusz Pudzianowski  | 2.          |
| 2006 | Sebastian Wenta       | 6.          |
| 2006 | Jarosław Dymek        | 8.          |
| 2006 | Sławomir Toczek       | 10.         |
| 2007 | Mariusz Pudzianowski  | 1.          |
| 2007 | Sebastian Wenta       | 2.          |
| 2008 | Mariusz Pudzianowski  | 1.          |
| 2008 | Sebastian Wenta       | 6.          |
| 2009 | Mariusz Pudzianowski  | 2.          |
| 2012 | Krzysztof Radzikowski | 6.          |
| 2016 | Mateusz Kieliszkowski | 7.          |
| 2016 | Grzegorz Szymański    | 8.          |
| 2017 | Mateusz Kieliszkowski | 6.          |
| 2018 | Mateusz Kieliszkowski | 2.          |
| 2019 | Mateusz Kieliszkowski | 2.          |

## Mistrzostwa według państw organizujących
| Państwo           | Zawody |
| ----------------- | ------ |
| Stany Zjednoczone | 18     |
| Chiny             | 3      |
| Południowa Afryka | 3      |
| Bahamy            | 2      |
| Botswana          | 2      |
| Finlandia         | 2      |
| Francja           | 2      |
| Hiszpania         | 2      |
| Malezja           | 2      |
| Malta             | 2      |
| Islandia          | 1      |
| Maroko            | 1      |
| Mauritius         | 1      |
| Nowa Zelandia     | 1      |
| Portugalia        | 1      |
| Szwecja           | 1      |
| Węgry             | 1      |
| Filipiny          | 1      |
| RAZEM             | 46     |